# Walter McCrone
Walter Cox McCrone (Wilmington (Delaware), 9 juni 1916 – Chicago, 10 juli 2002) was een Amerikaans chemisch analist. Hij geldt als een van de pioniers op het gebied van chemische analyse met de microscoop en is vooral bekend door zijn onderzoek aan de Lijkwade van Turijn.

## Loopbaan
McCrone studeerde scheikunde aan de Cornell University. Hij werd in 1944 docent aan wat nu de Illinois Institute of Technology heet, maar richtte in 1956 zijn eigen onderzoeksinstituut McCrone Associates op. Vier jaar later, in 1960, stichtte McCrone McCrone Research Institute, een non-profitorganisatie voor onderzoek en onderwijs.
McCrone was meer dan 30 jaar hoofdredacteur van het tijdschrift 'The Microscope. Hij schreef meer dan 600 artikelen en boeken.
Begin jaren 70 ontdekte McCrone dat de beroemde Vinland Kaart (eigendom van de Yale-universiteit) die aantoonde dat Europeanen al voor de tijd van Columbus op de hoogte waren van het bestaan van Amerika een vervalsing was. Hoewel de kaart op papier uit de middeleeuwen was gemaakt, had McCrone ontdekt dat de inkt titaniumdioxide bevatte, een stof die zeldzaam is in de natuur en die niet commercieel verkrijgbaar was voor 1920. Alhoewel de conclusie van McCrone niet door iedereen gedeeld wordt (er zijn ook wetenschappers die geloven in de echtheid van de Vinland Kaart), gaf Yale later toe dat de kaart waarschijnlijk niet origineel was.
In 1978 werd McCrone lid van het STURP-team (Shroud of Turin Research Project), een team van 40 wetenschappers die toestemming hadden gekregen om de Lijkwade van Turijn te onderzoeken. McCrone nam 32 monsters van de Lijkwade en vond hierop sporen van rode oker en vermiljoen tempera. Hij concludeerde op basis hiervan dat de afbeelding op de lijkwade geschilderd was. Dit bevestigde de opvatting van historici dat het ging om een vervalsing uit de late Middeleeuwen. Toen zijn resultaten door de andere wetenschappers van het STURP-team in twijfel werd getrokken (enkele collega-onderzoekers publiceerden artikelen waarin werd gesteld dat de vlekken op de Lijkwade wel degelijk menselijk bloed waren), distantieerde McCrone zich van de uitkomsten van het STURP-team. Hij verklaarde dat zijn collega's emotie en wetenschappelijk onderzoek door elkaar hadden gehaald. In 1988 zou de koolstof-14-datering bevestigen dat het doek in de 14de eeuw was vervaardigd. 
Tot zijn dood toe bleef McCrone volhouden dat hij gelijk had met zijn analyse van de Lijkwade van Turijn. In 1999 schreef hij hier nog een boek over, getiteld Judgment Day for the Shroud of Turin.
McCrone heeft ook enkele malen haarmonsters van beroemde mensen geanalyseerd. Zo heeft hij onder meer geconcludeerd dat Napoleon Bonaparte niet vergiftigd is met arseen en dat Ludwig van Beethoven aan loodvergiftiging leed.